# Johann Heinrich Voss
Johann Heinrich Voss (også Voß, født 20. februar 1751 i Sommersdorf i Landkreis Mecklenburgische Seenplatte, Mecklenburg; død 29. marts 1826 i Heidelberg) var en tysk digter og klassisk filolog, især kendt for sine gendigtninger af Odysseen og Iliaden i tyske heksametre.

## Arbejdsliv
Voss var først huslærer, studerede derpå teologi og senere under Heyne filologi og litteratur i Göttingen, hvor han lærte Heinrich Boie at kende og var med til at grunde Göttinger Hainbund. Under et ophold i Hamburg 1774 traf han Klopstock og bosatte sig i det følgende år i Wandsbeck, hvor han sluttede venskab med Matthias Claudius. Her redigerede han Göttinger Musenalmanach, som han i lang tid ledede. 1778 blev han rektor i Otterndorf ved Nordsøen, 1782 rektor i Eutin i Kreis Østholsten. 1786 blev han udnævnt til hofråd.
Voss blev pensioneret 1802 og bosatte sig først i Jena, men flyttede til Heidelberg efter ønske af hertugen af Baden, som sikrede ham en årlig hædersgave på 1000 thaler (daler), et 'sinecure'-embede.

## Digtning
Voss' første lyriske digte i tidens sentimentale stil findes i Göttinger Musenalmanach 1772 og er senere optaget i Gedichte (1785). I sin egen Musenalmanach offentliggjorde han sine første idyller, som Der Morgen, Selmas Geburtstag og Der Bettler. Ligesom de første digte er disse første idyller stive og tørre; det var først med Der siebzigste Geburtstag (Musenalmanach 1781) og Luise (smst. 1783), at han fik læseverdenen i tale med sine smukke og friske landlige skildringer, hvis vidtløftige form de senere romantikere – i Danmark Oehlenschläger i Sanct Hansaften-Spil – harcelerede over. Flere af Voss' øvrige digte blev meget populære, for eksempel Ich sass und spann vor meiner Tür, Des Jahres letzte Stunde og Seht den Himmel wie heiter.

## Oversættelser
Med sine oversættelser af Homers Odysseen og Odyssee und Ilias (4 bind, 1793) gav han den tyske litteratur en i episk henseende ypperlig gendigtning. Hans senere oversættelser – Virgil, Ovid, Horats og Aristofanes – kunne ikke måle sig med Homer-gengivelsen, og hans forsøg på at oversætte Shakespeare faldt ikke heldigt ud. Det er især som Homers oversætter, at Voss mindes i vore dage.

## Galleri
| - Homers Odysseen oversat af Voss, 1781 - Luise ein ländliches Gedicht in drei Idyllen. Königsberg, 1826. - Buste af Voss ved hans bolig i Otterndorf (huset til højre) - Mindetavle for Voss i Heidelberg (i dag Friedrich-Ebert-Grundschule) |